# Á Annan Veg
Á Annan Veg è un film del 2011 diretto da Hafsteinn Gunnar Sigurðsson.
Nel 2013 è stato realizzato un remake statunitense, Prince Avalanche, diretto da David Gordon Green.

## Riconoscimenti
- Miglior film al Torino Film Festival